# عبد الرحمن الحوت
العلَّامة الشيخ المُحقق أبو زيد عبد الرحمن بن محمد بن درويش الحوت البيروتي الشافعي العَلَوي هو أحد أبرز العُلماء المُسلمين في بيروت خلال النصف الثاني من القرن التاسع عشر والعقد الأوَّل من القرن العشرين. يرجع بنسبه إلى أهل بيت الرسول محمد، وتحديدًا إلى السادة الأشراف آل أبي علوي. أخذ معظم علومه عن والده الشيخ محمد الحوت، ثمَّ ارتحل إلى دمشق فأخذ عن جملة من علمائها. اشتهر بزهده وتواضعه وحبّه لأعمال الخير، حيث قضى حياته مهتمًا بأعباء التعليم والدعوة إلى الإسلام والعمل الاجتماعي. عمِلَ إمامًا للجامع العمري الكبير، وتولّى منصب نقيب السادة الأشراف، كما كان رئيسًا لجمعيَّة المقاصد الخيريَّة الإسلاميَّة لمرتين، وأيضًا قام بمقام مفتي الولاية بعد وفاة المفتي السابق الشيخ عبد الباسط الفاخوري عام 1905م.
ساهم الشيخ عبد الرحمن الحوت ببناء وترميم غالبيَّة مساجد وجوامع وزوايا وتكايا بيروت خلال فترة حياته، وعُرف عنه أنه أنفق أغلب ماله في ذلك، وتنازل عن كُل ما قُدِّم له على الصعيد الشخصي لصالح المسلمين في بيروت، حتّى لقَّبه البيارتة بالوَلِيّ واعتبروه من أولياء الله الصالحين. وَفد عليه عدد من علماء المسلمين للدراسة، وتخرَّج على يديه عدد من أعلام النهضة الحديثة في لبنان وبلاد الشام وبعض أنحاء الوطن العربي، وكان محبوباً من المسيحيين من أبناء المدينة الأصليين (الروم الأرثوذكس) والنازحين من الجبل حديثي الاستقرار (الموارنة) نظراً لبُعد نظره وتسامحه الواسع ولأنَّه ابن الشيخ محمد الحوت «الكبير» الذي لعب دورًا بارزًا في حماية وإيواء الكثير من فقراء النصارى النازحين من جبل لبنان خلال مجازر سنة 1860م. ولمَّا توفي عبد الرحمن الحوت شُيِّع في جنازة كبيرة شارك فيها آلاف البيارتة، ودُفن في جبَّانة الباشورة، عند أطراف بيروت القديمة.

## آل الحوت
نظرًا لانتشار اسم «الحوت» فقد أطلق على عِدّة قبائل وعشائر وبطون، تعود بجذورها إلى قبائل اليمن وشبه الجزيرة العربيَّة، وقد أسهمت في ظل الخلافتين الراشدة والأمويَّة في فتوحات مصر والشام والعراق والمغرب والأندلس، فانتشرت في كل تلك البلدان بنسبٍ متفاوتة. وما تزال قبائل الحوت والحوثيين من أهم وأقوى قبائل اليمن في الفترة المعاصرة. كما أنَّ اليمن شهدت مدينة «حوت» القديمة، وكذلك الشام التي شهدت قرى وبلدات باسم «حوت» و«كفر حوت». حيث ظهرت هذه الأسرة في بلاد الشام ومصر، يقول الأستاذ نعّوم شقير: «الحوتة من قبائل مصر تنتسب إلى عرب الحجاز وتُقيم في مُديريَّة الفيّوم»، وقال أيضًا: «الحوتيَّة من قبائل العرب في دارفور بالسودان المصري، غربي كبكبيه»، وأتى على ذِكر أنَّ «الحوتيَّات» هي فرقة من عشيرة المشاقبة التي منازلها حول المدوّر من قبيلة بني حسن التي منازلها حول جرش بالأردن. وذَكَر القلقشندي في مؤلفه «نهاية الأرب في معرفة أنساب العرب» أنَّ بني الحوت بطنٌ من كِندة من القحطانيَّة، وأنَّ «حوت» هو الحارث بن الحارث بن معاوية بن ثور وهو كِندة.
بينما أسرة الحوت ببيروت هي إحدى أبرز الأسر البيروتيَّة اللبنانيَّة العربيَّة المسلمة، والراجح بحسب الباحثين أنَّ عائلة الحوت بمصر تعود بنسبها إلى هذه القبيلة. ومن مصر نزل فريق منها بيروت ومنهم ظهرت السُّلالة البيروتيَّة من آل الحوت. وقد تتبع علماء الأنساب أصول أفراد هذه الأسرة حتى البيت النبوي، فالجدّ الأعلى لهم هو أحمد الحوت بن عبد الله بن أحمد بن أبي بكر الورع بن أحمد بن الفقيه المقدم محمد بن علي بن محمد صاحب مرباط بن علي خالع قسم بن علوي بن محمد بن علوي بن عبيد الله بن أحمد المهاجر بن عيسى بن محمد النقيب بن علي العريضي بن جعفر الصادق بن محمد الباقر بن علي زين العابدين بن الحسين السبط بن الإمام علي بن أبي طالب، والإمام علي زوج فاطمة بنت محمد ﷺ.

## مولده ونشأته
وُلد عبد الرحمن الحوت في مدينة بيروت سنة 1846 م، وهو نجل شيخ مشيخة بيروت العلَّامة الإمام محمد الحوت «الكبير» صاحب الخمسة وثلاثين مؤلفًا في العلوم الدينيَّة كافَّة. وكانت ولادته في منزل والده في محلَّة باب يعقوب جنوبي بيروت القديمة، وكان له عدَّة أشقاء منهم: عبد الله، وسليم، وجميل، ومحمد. تلقّى عبد الرحمن الحوت العلم على يد والده الشيخ، وفي مدارس وكتاتيب بيروت، ودرج منذ حداثته على حضور حلقات التدريس التي كان يقيمها العلّامة والده في بيته، وفي المساجد، فتأثَّر به وانتهج نهجه في حياته لاحقًا. حفظ القرآن استظهارًا وترتيلًا وأحكامًا، وشغف بعلم الفقه والحديث وهو ابن اثنتيّ عشرة سنة، فغاص ببحور تلك العلوم ونهل منها الشيء الكثير، وما أن بلغ الثامنة عشرة من عمره حتى كان قد أتقن التلاوة والتجويد وتمكَّن من العلوم الشرعيَّة الأساسيَّة. وقد وجَّه انتباهه منذ ذلك الوقت إلى العمل الخيري في الميدان الثقافي والاجتماعي، والأمر بالمعروف والنهي عن المنكر والسعي وراء كل قصد خيري، وذلك من خلال عمله في نجدة الفقراء والمحتاجين كعمله في اللجنة الخيريَّة الإسلاميَّة، والاشتغال في التدريس، كما تابع الدعوة التي بدأها والده من قبل، وهي الهادفة إلى التفاهم والتآخي بين السنَّة والشيعة؛ لأنَّ خلافاتهما تؤدي إلى تصدّع الوحدة الإسلاميَّة، والتآخي بين المسلمين والمسيحيين في بيروت وباقي الشام والبلاد العثمانيَّة كي يكون المجتمع منيعًا بوجه الاستعمار الهادف إلى اختراق الدولة العثمانيَّة من خلال الخلافات والصراعات سواء بين المسلمين أنفسهم، أو بين المسلمين والمسيحيين.

### وفاة والده

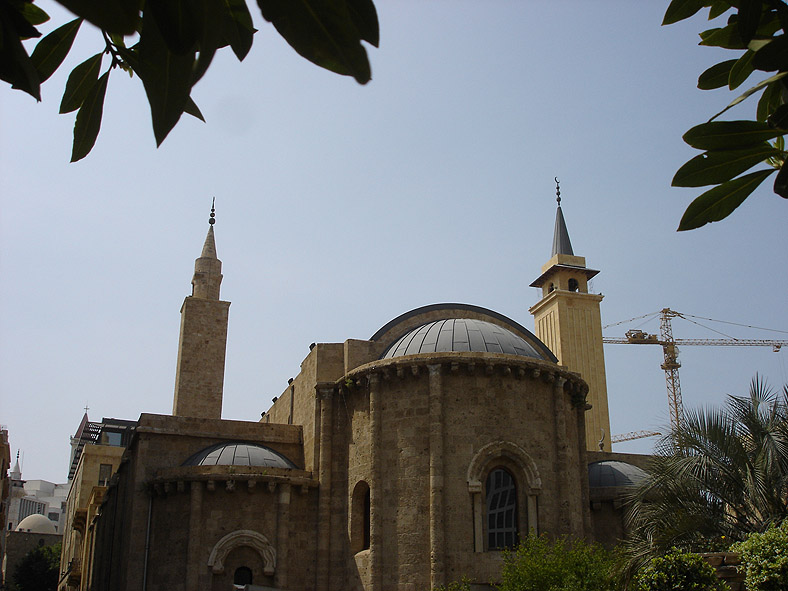
الجامع العمري الكبير كما يبدو اليوم. كان أكبر جوامع بيروت طيلة فترة كبيرة من الزمن، وأمَّه عدد من العلماء البيارتة الكِبار في مقدمتهم الإمام محمد الحوت الكبير ونجله الشيخ عبد الرحمن الحوت.

ليلة يوم الأربعاء في 8 ذي الحجَّة 1276 هـ، المُوافقة لأواخر يونيو سنة 1860م، توفي الإمام محمد الحوت «الكبير» بعدما مرض برهة يسيرة، وصُلّيَ عليه في الجامع العُمري الكبير بمشاركة رسميَّة عثمانيَّة وبيروتيَّة وإسلاميَّة، وشُيِّع في جنازة شاركت فيها كل طوائف بيروت ورجال الدين البيارتة من مسلمين ومسيحيين ويهود، وحُمل نعشه إلى خارج المدينة حيث دُفن في جبَّانة الباشورة. وقد رثاه الكثير من الشعراء والأصدقاء، منهم: حسين بيهم العيتاني، والشيخ قاسم أبو الحسن الكستي، والشيخ ناصيف اليازجي، والشيخ إبراهيم الأحدب، والشيخ محمد الشهَّال الطرابلسي، والشيخ محمود الخماش النابلسي، والشيخ مصطفى نجا في تقريظة كتاب «الدرَّة الوضيَّة».

### إمامة الجامع العمري الكبير
شُغرت إمامة الجامع العمري الكبير بوفاة الإمام محمد الحوت، فتولّى الشيخين عبد الرحمن ومحمد أفندي إمامة صلاتيّ الظهر والعصر فيه خلفًا لوالدهما وفقًا لِنظام توجيه الجهات.(1) وقد استمرّا يقومان بهذه المهمة سويًّا حتى وفاة الشيخ محمد أفندي، فتابعها الشيخ عبد الرحمن حتى تاريخ وفاته. وكان لا بد لإمام الجامع العمري أن يشتهر بين أبناء المدينة نظرًا لأنه كان أكبر مساجد بيروت حتى ذلك الوقت، وكان الجامع الرئيسي الذي تُقام فيه الاحتفالات الدينيَّة ذات الطابع الرسمي الشعبي، والتي كانت من تقاليد وشعائر الأمَّة الإسلاميَّة، ومن تلك الاحتفالات: عيديّ الفطر والأضحى وذِكرى المولد النبوي وذِكرى الإسراء والمعراج وليلة النصف من شعبان وليلة القدر، وكانت تُقام الصلاة الجامعة، وعلى الخصوص صلاة العيدين. وهكذا كانت بداية تعرّف البيارتة على الشيخ عبد الرحمن الحوت، وتنامت مع مرور الوقت.

## أعماله
عُيّن الشيخ عبد الرحمن الحوت نقيبًا للسادة الأشراف في ثغر بيروت في شهر رجب سنة 1319 هـ، المُوافق لشهر نوفمبر من سنة 1901م، وكانت له أعمال خيِّرة كثيرة في نجدة المحتاجين وإغاثة الفقراء والمساكين والأمر بالمعروف والنهي عن المنكر، فقد أورد معجم المؤلفين في تعريف عبد الرحمن الحوت: «عبد الرحمن الحوت واعظ له مراقي السعادات في الحث على أداء الصلوات في أوَّل الأوقات والزجر عن تركها والتهاون بها وتأخيرها». وقد استمر في هذا المنصب مدَّة ست عشرة سنة. وفي سنة 1908م انتُخب رئيسًا لجمعيَّة المقاصد الخيريَّة الإسلاميَّة، وبعد انقضاء مدته القانونيَّة أُعيد انتخابه رئيسًا لها بالنظر للفائدة الأدبيَّة والدينيَّة التي أحيطت بها الجمعيَّة وما حصل فيها من تقدّم ملموس. بعد إعلان الدستور العثماني (القانون الأساسي) عقب الانقلاب الذي حصل من قِبل جمعيَّة الاتحاد والترقي على السلطان عبد الحميد الثاني سنة 1908م، تشكَّلت في بيروت جمعيَّة دينيَّة تضم ثلاثين عالمًا من علماء بيروت تحت اسم «الجمعيَّة العلميَّة الإسلاميَّة»، وانتخبت الشيخ عبد الرحمن الحوت رئيسًا لها، وكانت غايتها في تلك الظروف خدمة العِلم والدين والدعوة إلى الخير.
فضلًا عن وظيفته كنقيب للأشراف في ولاية بيروت، كان الشيخ عبد الرحمن الحوت مديرًا للمعارف، وعضوًا في لجنة التعليم الإسلاميَّة، والتي تألَّفت من نخبة من العلماء والأدباء، واهتمَّت كما يدل اسمها بالتربية والتعليم، وأسست مدرسة خاصَّة لهذا الهدف بلغت نفقات بنائها وبعض أثاثها 68,195 قرشًا، وضمَّت المدرسة نحو 150 طالبًا. وكان الشيخ عبد الرحمن الحوت عضوًا دائمًا في المجلس الملّي الإسلامي، وهو المجلس الذي ارتأى المفكرون المسلمون أن يكون لأبناء المدينة المسلمين ما لسائر الطوائف الأخرى، مجلسٌ ملّي يجمع كلمتهم ويهتم بسعادتهم وينشر لواء العلم والمعرفة ويُزيل ما قد يحدث من الاختلاف أو سوء التفاهم بينهم، ويوثق عرى الاتحاد والائتلاف بينهم وبين سائر الطوائف البيروتيَّة، ويؤيّد الحكم الدستوري الشوري. وكان عبد الرحمن الحوت أيضًا من أصحاب الحضور الدائم في مراسم الاحتفال التي تقيمه الحكومة العثمانيَّة بتلاوة فرمان أخذ العسكر في كل سنة. وذلك كلّه بالإضافة إلى إقامته المساجد وإصلاحها وترميم المُتداعي منها، وإقامة سور جبَّانة الباشورة، واهتمامه بتطوير المدارس ولا سيَّما تلك التابعة لجمعيَّة المقاصد الخيريَّة الإسلاميَّة، والذي عمل على إصلاحها وتطويرها.

### دوره في بناء وترميم مساجد بيروت

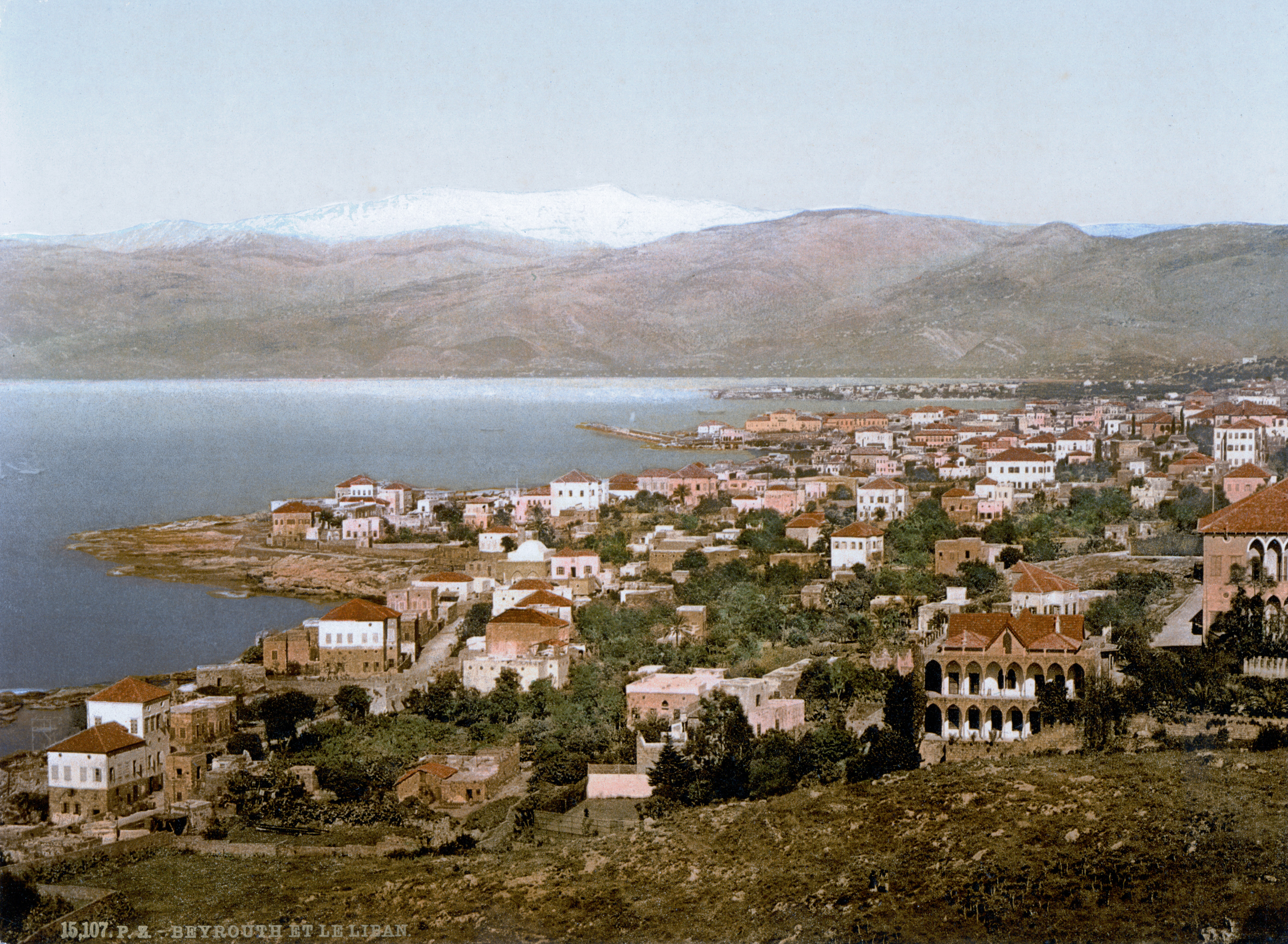
بيروت خلال أواخر القرن التاسع عشر وبداية القرن العشرين، كانت جميع مساجد المدينة القديمة والتاريخيَّة تقع ضمن هذه الحدود الضيِّقة.

بعد أن أصبحت بيروت مركزًا لولاية بيروت سنة 1888م، أخذت تكبر من حيث اتساع رقعتها وعدد أهلها لا سيَّما بعدما تخطى عمرانها تلك المساحة الضيقة التي كانت محصورة فيها داخل السور، ولمَّا أمر إبراهيم باشا المصري سنة 1831م بفتح أبواب هذا السور وبادر الناس باقتناء البيوت خارجه في الأماكن المحيطة بالمدينة، وهي الأماكن التي عُرفت في ذلك الحين باسم «ضواحي بيروت»، وما أن انتشرت المساكن في هذه الضواحي في أواخر القرن التاسع عشر وأوائل القرن العشرين حتى أصبحت الحاجة تستدعي تأمين المساجد للمناطق المأهولة التي أصبحت مع الزمن جزءًا من المدينة نفسها، فتنادى المسلمون أفرادًا وجماعات وأخذوا على عاتقهم تشييد المساجد في الأحياء المستجدَّة خارج سور المدينة. وكان للشيخ عبد الرحمن الحوت فضل كبير لإثارة الهمم لتشييد أكثر المساجد خارج حدود بيروت القديمة، وكان يُشرف بنفسه على بنائها ويتولّى الاتصال بالأعيان والوجهاء وأهل الثراء ويستدرّ أكفَّهم لإنشاء المساجد الجديدة. يقول الشيخ طه الولي: «لا بدَّ من أن نذكُرَ بالخير والثناء والتقدير عالميّ بيروت الكبيرين: الشيخ عبد الله خالد والشيخ عبد الرحمن الحوت ابن الشيخ محمد الحوت الكبير، طيَّب الله ثراهما وأكرم في الدار الآخرة مثواهما. فهذان الرجلان الصالحان، كان لهما القدح المُعلّى في إثارة الهمم لِبناء المساجد لا سيَّما في ضواحي المدينة. وأكثر المساجد التي لا تزال موجودة حتى الآن خارج حدود "بيروت القديمة" إنَّما بُنيت بجهودهما المبرورة». أمَّا المساجد التي ساهم الشيخ عبد الرحمن ببنائها فهي:
- جامع القنطاري: أُنشئ عام 1322هـ الموافق لعام 1905م في ابتداء الرمل بمحلَّة القنطاري في الجهة الغربيَّة من بيروت القديمة، وقد قام الشيخ عبد الرحمن الحوت بجمع مبلغ من المال من أهل الخير وأنشأ به هذا الجامع في قطعةِ فسيحة من الأرض. وكان افتتاحه بعيد المولد النبوي بعد عصر يوم الأحد في 17 ربيع الأوَّل سنة 1323هـ.[32]
- جامع الزيدانيَّة (الفاروق): يقع جامع الزيدانيَّة شمال منطقة الرمل بمحلَّة الزيدانيَّة، وقد شُرع بتعميره حوالي سنة 1326هـ تقريبًا.[33] وقد أشرف الشيخ عبد الرحمن الحوت على البناء وجمع التبرعات من المُحسنين إلى جانب أحد تجَّار بيروت وهو الشيخ طه عبد الهادي النصولي.[34]
- مسجد الحرج (الحرش): كانت اللجنة الخيريَّة الإسلاميَّة في بيروت افتتحت مكتبًا في غربيّ حرج بيروت لتعليم أبناء العربان حديثي الاستقرار في المنطقة مبادئ القراءة والكتابة وأصول الدين، ثم ارتأى الشيخ عبد الرحمن الحوت تأسيس جامع في تلك المحلَّة حفظًا للجامعة الإسلاميَّة، فلبَّت اللجنة طلبه وباشرت إعمار المسجد، وكان الشيخ في مُقدِّمة المتبرعين لهذا العمل.[35] ولمَّا افتتح المسجد امتدح الخطيب الشيخ عبد الرحمن الحوت، وأثنى الحاضرون عليه وعلى غيرته المليَّة وحميته الدينيَّة ودعوا له بالخير وطول العمر.[36]
- جامع المجيديَّة: يُنسب إلى السلطان العثماني عبد المجيد الأوَّل. وكان هذا الجامع في الأصل قلعة من قلاع بيروت البحريَّة مُشرفة على البحر ومُلاصقة له في باطن بيروت. بادر أبناء بيروت إلى تحويل القلعة إلى جامع بين عاميّ 1257 و1260هـ.[37] وفي سنة 1299هـ الموافقة لسنة 1881م عرض بعض أهالي بيروت أن يكون الشيخ عبد الرحمن الحوت خطيبًا في هذا المسجد، فوافق وتولّى الخِطابة فيه، وفي سنة 1906م أقدم الشيخ على تحسين الكثير من أقسام الجامع، وبنى له المخازن الموجودة حاليًّا، وهي أربعة أو خمسة مخازن.[38]

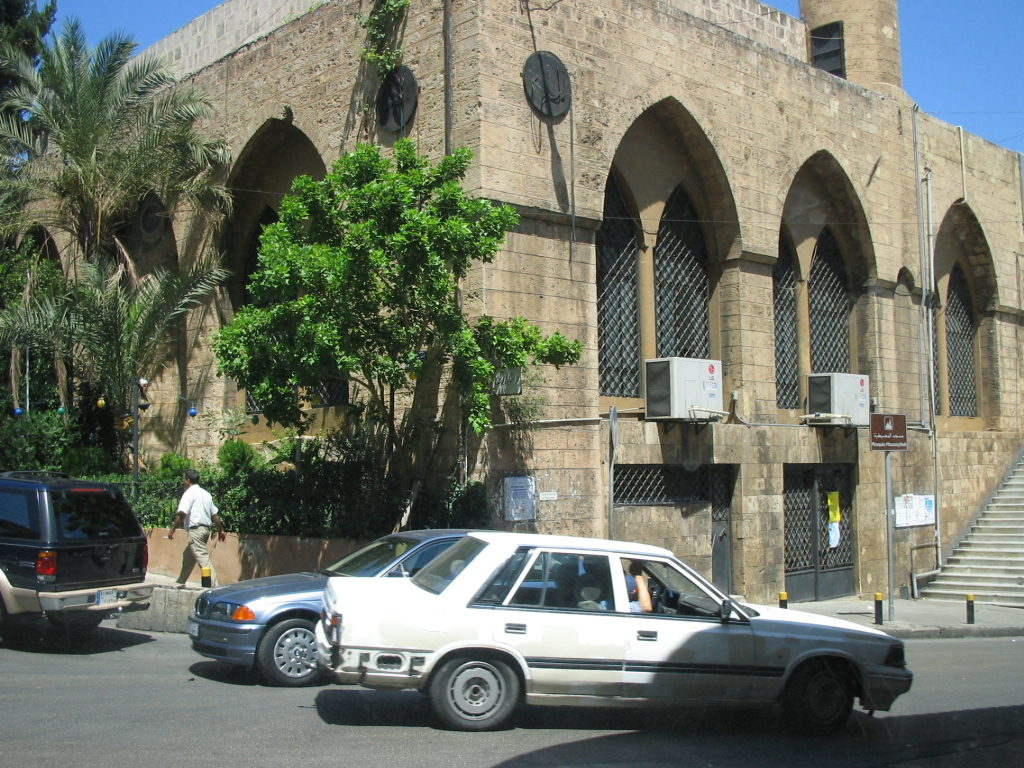
جامع المصيطبة كما يبدو اليوم.

- جامع زقاق البلاط: بُني هذا الجامع حوالي سنة 1860م وفق أحد المصادر،[39] وأشارت مصادر أخرى أنه بُني سنة 1893م،[40] وقد نقل بعض المُسنين أنَّ الشيخ عبد الرحمن الحوت، والذي كان يسكن في دار قريبة من جامع زقاق البلاط، كان يُشرف بنفسه على بعض أعمال البناء في هذا الجامع. ويظهر أنَّ جامع زقاق البلاط كان زاوية صغيرة ثمَّ أضيفت عليها إضافات حتى صار بمساحته الحاليَّة، وكان للشيخ عبد الرحمن يد في ذلك، فقد عُرف عنه أنه كان ناظرًا على أوقاف هذا الجامع.(2)
- جامع المصيطبة: أُقيم هذا الجامع في محلَّة المصيطبة عام 1302هـ الموافق لعام 1884م، وقد قام والي بيروت حمدي باشا بالتبرّع براتبه طيلة مدَّة بنائه،[41] كما تبرَّع عدد من أهالي بيروت بالأموال، وأوقف الشيخ عبد الرحمن الحوت المدرسة التي بجانب الجامع حتى تكون مكانًا يضم أبناء المنطقة لتلقينهم العلوم الدينيَّة والمعارف المُختلفة.[42]
- مسجد قريطم: يقع مسجد قريطم في محلَّة رأس بيروت، وقد أنشأه الحاج مصباح قريطم على نفقته سنة 1318هـ الموافقة لسنة 1909م، على أرض عقار أوقفها الشيخ عبد الرحمن الحوت بموجب وقفيَّة مسجَّلة في محكمة بيروت الشرعيَّة بتاريخ 1326هـ.[43][44]

بالإضافة لذلك، قام الشيخ عبد الرحمن الحوت عندما تولّى مقام الإفتاء بالوكالة إثر شغوره بوفاة المُفتي الشيخ عبد الباسط الفاخوري، بالسعي إلى توسيع الجامع العمري الكبير من الجهة الشماليَّة، وحصل تحسّن في أحوال الأوقاف والمساجد من تنوير ومفروشات، وفُتح باب لجامع الأمير منصور بن عسَّاف المعروف في بيروت آنذاك باسم «جامع السرايا» من الجهة الشرقيَّة.

### بناء سور مقبرة الباشورة

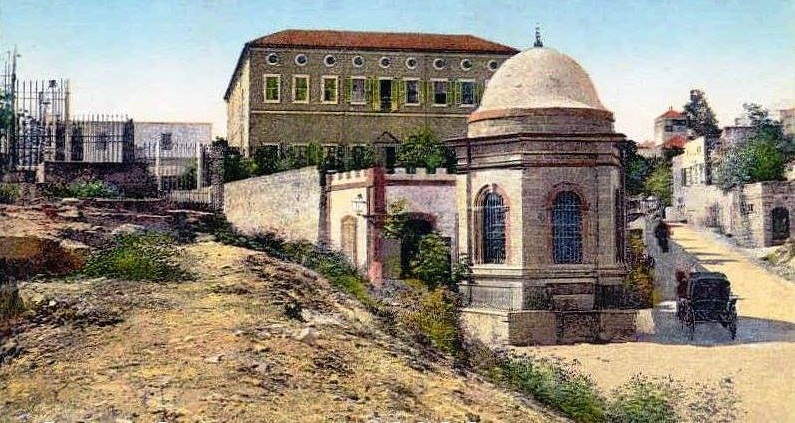
مقبرة الباشورة قبل تسويرها. يظهر في الصورة ضريح والي سوريا أحمد حمدي باشا قبل أن يُنقل إلى داخل المقبرة.

فضلًا عن اهتمامه بالمساجد، أعطى الشيخ عبد الرحمن الحوت اهتمامه إلى المقابر الإسلاميَّة في بيروت، وكان بمسعاه بناء سور مقبرة الباشورة. ومقبرة، أو جبَّانة الباشورة، هي إحدى أقدم المقابر الإسلاميَّة في بيروت، وكان السكَّان يسمّونها «تُربة سيِّدنا عمر» نسبةً إلى الخليفة عمر بن الخطَّاب، وكانت في البداية بمثابة سد تُرابي كبير، وهي تقع جنوب مدينة بيروت القديمة، وكانت بدون سور يحميها، إلى أن جاء عام 1892م، عندما أثمرت مساعي الشيخ عبد الرحمن الحوت في بناء سورٍ يحيط بها من كامل جوانبها، إذ كان قد لفت نظر المسؤولين في مجلس إدارة ولاية بيروت إلى ضرورة تسوير جميع المقابر وفي مقدِّمتها هذه المقبرة القديمة للمحافظة على حرمة قبور المسلمين، فوافق مجلس الإدارة وخصص مبلغ ثلاثة آلاف وخمسمائة قرش لتعمير الأماكن الضروريَّة في الجبَّانة. وكان تسوير هذه المقبرة قد جرَّ وراءه تسوير عدد من المقابر الأخرى في بيروت، إذا أُنشأت لجنة للنظر في هذا الأمر تتألَّف من الشيخ الحوت وعدد آخر من المشايخ وأعيان المدينة.

### المُساهمة في إنشاء المكتبات والمدرسة الصناعيَّة
سنة 1904م، وبعد نجاح المدارس الابتدائيَّة والرشديَّة والمدرسة الإعداديَّة، رأى بعض أهل بيروت الحاجة إلى إنشاء «مدرسة صناعيَّة» في الثغر يأوي إليها أولئك الصبيان الذين لا شغل لهم ولا عمل بل يكونون عبئًا على آبائهم ووطنهم، وقد صدر قرار من مجلس إدارة ولاية بيروت باستملاك خان الصاغة في سوق البازركان لتأسيس المدرسة الصناعيَّة مكانه، ولكن بعد سنة تقريبًا تقرر أن يكون هذا المكتب في منطقة القنطاري، موقع الرمل، وفي شهر سبتمبر من عام 1905م شارك الشيخ عبد الرحمن الحوت بوضع حجر الأساس لهذا المكتب، ووقف خطيبًا وداعيًا للسلطان عبد الحميد الثاني. تولّى الشيخ عبد الرحمن الحوت مهمَّة تعليم قواعد الصرف والنحو والفقه والتوحيد في مدرسة جامع الأمير منذر المعروف بجامع النوفرة بعد فترةٍ وجيزة من وفاة والده الشيخ محمد الحوت الكبير، وذلك بعد أنَّ عيَّنه والي إيالة دمشق لتولّي هذه المهمة إلى جانب عدد آخر من المشايخ، في سبيل التصدّي للمدارس والإرساليَّات الأجنبيَّة التي كانت تبث الثقافة الغربيَّة في المجتمع البيروتي خصوصًا والعثماني عمومًا. أضف إلى ذلك، عُيِّن الشيخ عبد الرحمن الحوت ناظرًا على عدد كبير من الكتب الموقوفة في مكتبة الجامع العمري الكبير.

### رئاسة جمعيَّة المقاصد الخيريَّة الإسلاميَّة
تألَّفت جمعيَّة المقاصد الخيريَّة الإسلاميَّة في غرَّة شعبان سنة 1295هـ الموافق فيه 31 يوليو سنة 1878م، على يد خمسة وعشرين من وجهاء بيروت يُمثلون أربعة وعشرين أسرة بيروتيَّة ترمز إلى جميع الأسر البيروتيَّة التي تُعتبر المؤسس والمالك الشرعي الوحيد لهذه الجمعيَّة، وقد تأسست جمعيَّة المقاصد الخيريَّة الإسلاميَّة في تلك الفترة من تاريخ بيروت بمثابة استجابة التحدي الأجنبي متمثلًا بالإرساليَّات الأوروبيَّة والأمريكيَّة الهادفة إلى بسط ثقافتها بشكلٍ غير مُباشر. حُلَّت الجمعيَّة وأُلحقت بالمعارف بعد ست سنوات من تأسيسها بسبب دسيسة بعض الناس الذين قالوا أنها تسمَّت تحت اسم خيري لأنَّها جمعيَّة سياسيَّة تناوئ الحكومة العثمانيَّة، وفي سنة 1908م طالب أهالي بيروت باستعادة موجودات الجمعيَّة، فقرر الوالي ناظم باشا ومجلس إدارة الولاية إعادة الجمعيَّة للأهالي، وانتُخب رئيسًا لها الشيخ عبد الرحمن الحوت. وتحت رعاية الشيخ سالف الذِكر قامت الجمعيَّة بافتتاح ثلاث مدارس جديدة زيادةً على مدارسها السبعة الموجودة في الثغر بحيث تصبح عشرة: أربعًا للذكور وستًا للإناث، كما قامت الجمعيَّة بإيعاز من الشيخ بوضع برنامج جديد للمدارس الذكوريَّة والإناثيَّة. وحاول الشيخ معالجة مشاكل الجمعيَّة العديدة خلال فترة رئاسته، وفي مقدمتها استقالة بعض الأعضاء وتأخر العمل بسبب تأخر البعض الآخر عن حضور الجلسات، فدعا الجمعيَّة كلها للاجتماع للمذاكرة في هذا الشأن ووضع حدٍ له، فاجتمعت الأكثريَّة وتذاكرت مليًّا في كيفيَّة انتظام الجمعيَّة وحفظ كيانها، وبعد أخذٍ وردّ استقرَّ الرأي على أن تكون مؤلَّفة من اثني عشر عضوًا فقط يُنتخبون من الأربعة والعشرين عضوًا سواء مما حضروا الجلسة الأخيرة أو ممن تغيبوا عنها، ثمَّ جرى انتخابًا سريًّا اختير على أثره عدد من الذوات، وتقرر بإجماع الآراء أن يكون الشيخ عبد الرحمن الحوت ناظرًا عامًّا على أعمال الجمعيَّة وأن يحضر جميع جلساتها، وأن يتولّى رئاستها شخصٌ آخر يُنتخب لاحقًا. وفي الجلسة المُحددة لانتخاب رئيس وأمين صندوق ومُحاسب، قررت الجمعيَّة بإجماع الآراء أن يكون رئيسًا لها الشيخ عبد الرحمن الحوت رئيسها السابق، وقد عزم الشيخ على إصلاح مدارس الجمعيَّة إصلاحًا حقيقيًّا حتى تكون كأحسن مدارس الثغر المُتقنة، وكان لوجوده على رأس هذه المؤسسة الأثر الأكبر في إعادة الثقة لها من جديد، فبدأت باستدرار العواطف من أهل الخير وخاصَّةً من أهل الجمعيَّة، وحصدت التبرعات الكثيرة. ولم تقتصر التبرّعات على المال، فقد قام الشاعر محمد عبد الله بيهم العيتاني الشهير بلقب «الصارخ المكتوم» بتخصيص ولاية بيروت بثلاثين ألفًا من أجزاء المصحف لتوزَّع بمعرفة الشيخ عبد الرحمن الحوت والعلماء على أبناء الفقراء في المدارس سواء في حاضرة الولاية أو ألويتها وأقضيتها، وقد وزَّعها الشيخ في بيروت بالصورة المعينة.
بعد إعلان الدستور العثماني سنة 1908م، انتشرت بين صفوف البيارتة، كما جميع الشوام، الكثير من الحركات والاتجاهات السياسيَّة، وتأسست النوادي والفروع لمعظم الأحزاب والجمعيَّات والحركات العثمانيَّة الوطنيَّة، وأخرى إصلاحيَّة تطالب بحقوق العرب، ولم تسلم جمعيَّة المقاصد في بيروت من هذا الجو السياسي المُعبَّأ المشحون بالعواطف المتأججة المُتباينة، بل كان قسم كبير من رجالاتها جزءًا من هذا الصراع السياسي الوطني، فانضم بعض أعضائها إلى جمعيَّة الاتحاد والترقي بينما انضمَّ البعض الآخر إلى جمعيَّة الاتحاد العثماني، وقد حاولت الجمعيَّة وضع حد لتدخلات الأعضاء واتجاهاتهم المختلفة في سير أعمالها، لكن الأجواء بقيت مشحونة، فأقدم الشيخ عبد الرحمن الحوت على تقديم استقالته من رئاسة الجمعيَّة.

### تولّي منصب نقيب السادة الأشراف
كان الباب العالي في الآستانة، يوجّه براءات سلطانيَّة إلى بعض الأفراد بتسميتهم في مناصب روحيَّة فخريَّة، إلى جانب المناصب الدينيَّة الرسميَّة كالقضاء والإفتاء، ومن تلك المناصب نقابة الأشراف ورِياسة الطرق الصوفيَّة. وقد عرفت بيروت لقب «نقيب الأشراف» عهودًا طويلة من عمر الخِلافة العثمانيَّة، وحمل الشيخ عبد الرحمن الحوت هذا اللقب ما يُقارب ست عشرة سنة. أمَّا عن كيفيَّة تولّيه النقابة، فقد ورد تلغراف من نقابة الأشراف في المشيخة الإسلاميَّة بتوجيه نقابة الأشراف إلى الشيخ عبد الرحمن الحوت في 22 رجب سنة 1319هـ، كونه «من صلحاء الأمَّة وأتقيائها»، كما أتى في التلغراف. وكان الشيخ عبد الرحمن الحوت، بعد أن تولّى النقابة، يتصدَّر المجالس الرسميَّة والدينيَّة، ومنها: عيد الجلوس السلطاني، وعيد الفطر، ورأس السنة الهجريَّة، وتجمّع إثبات هلال شهر رمضان، بالإضافة للعديد من المناسبات الرسميَّة.

### منصب الإفتاء في ولاية بيروت
يوم 2 صفر 1323هـ الموافق ليوم 7 أبريل 1905م، توفي مفتي ولاية بيروت الشيخ عبد الباسط الفاخوري، فشغر بوفاته منصب مفتي ولاية بيروت، فتمَّ اختيار الشيخ عبد الرحمن الحوت ليتولّى هذا المنصب بدلًا منه، لكنه تولّى منصب «قائممقام» المفتي طيلة أربع سنوات، من عام 1905 حتى عام 1909، لحين انتخاب الشيخ مصطفى نجا مفتيًا لولاية بيروت.

## عبد الرحمن الحوت كما عرفه مُعاصروه

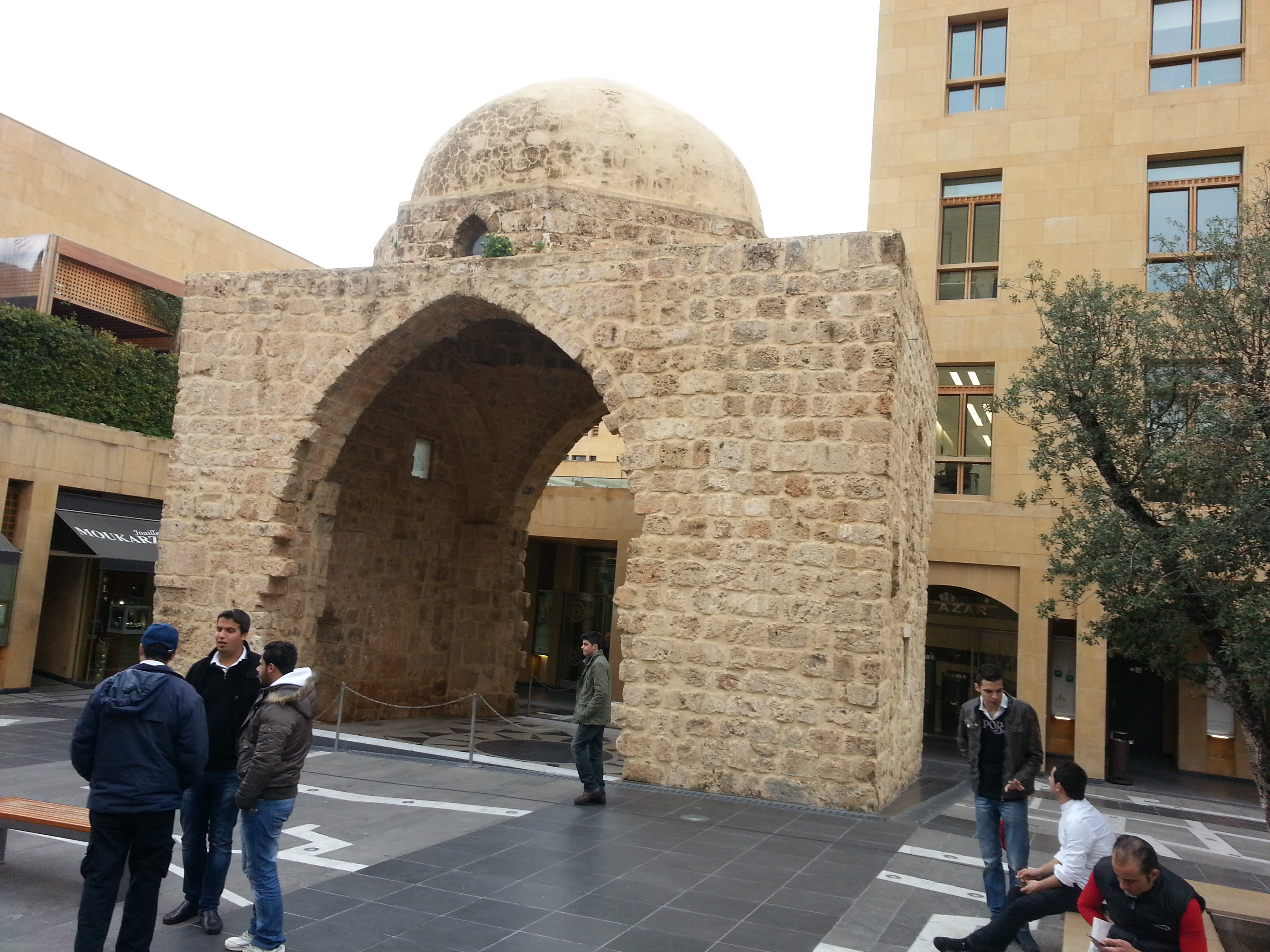
زاوية الإمام الأوزاعي في وسط بيروت التجاري (بيروت القديمة). التُقطت صورة الشيخ عبد الرحمن الحوت أثناء تدريسه في هذه الزاوية.

اشتهر الشيخ عبد الرحمن الحوت بزهده وتواضعه وتمسكه بالإسلام وحبه لإعمال الخير، وشهد له بذلك مُعاصروه من رفاقه المُقرَّبين ومن عامَّة الناس. وكان الشيخ عبد الرحمن الحوت يقوم بحقوق الجِوار بزيارة جيرانه، وفي ذلك يقول عمر فرّوخ، وفي ما يتعلَّق بالمعارف والزوَّار يقول: «كان بيتنا بيت عِلم، يزورنا علماء معروفون، منهم: الشيخ عبد الرحمن الحوت (1846-1916م) فقيه بيروت في أيَّامه ورئيس جمعيَّة المقاصد الخيريَّة الإسلاميَّة عام 1908م»، كما صرَّح هنري فرعون النائب عن بيروت، في مقابلة مع الشيخ إبراهيم الحوت من سنة 1991م، أنه وأهله اعتزوا بجوارهم من الشيخ عبد الرحمن الحوت حامل لقب نقيب السادة الأشراف منذ سكنه في داره المؤلفة من طابق واحد وأمامه حديقة وبداخلها نخلة. وكان الشيخ عبد الرحمن الحوت موضع ثقة الناس، فلطالما عُيِّنَ حارسًا قضائيًّا على الأوقاف، وعُرف عنه أنَّه لطالما سعى سرًّا في أفعاله الخيريَّة، ولم يرغب في أن تُلتقط له أي صورة علمًا أنَّ بعض ممن سبقوه من العلماء أُخذت لهم بعض اللقطات المصوَّرة، ولعلَّ هذا الأمر يعود إلى مسوَّغ شرعي في حينه بجواز التصوير أو حرمته أو كراهيته إلّا لضرورة. وأمَّا صورة الشيخ عبد الرحمن الحوت الوحيدة المعروفة فقد أُخذت له خطفًا ودون استئذان منه وذلك أثناء وجوده في زاوية الإمام الأوزاعي في بيروت حيث كان يُقيم دروسًا في تلك الزاوية.

### قصة مقهى البسطة الفوقا
من القصص التي وردت وتحدثت عن زهد وإيمان الشيخ الحوت، قصَّة طريفة تُعرف باسم قصَّة «مقهى البسطة الفوقا». فقد أُقيم في بيروت الكثير من المقاهي التي كانت مراكز لتجمّع البيروتيين والقادمين إليها، وهي مفتوحة بسِعة على الشوارع كمقاهي الآستانة، وهي غرف مُظلمة حولها دواوين من الحجارة المفروشة بحصير يجلس عليها روَّاد المقهى، وفي أفواههم الشبق (الغلايين الطويلة) أو النارجيلات يُدخنون فيها التبغ الأشقر المُعطَّر الذي يُزرع في أرض جبيل على سفح جبل لبنان، وفي فترة الغروب كانت هذه المقاهي تشهد بعض حكايات البطولة العربيَّة والإسلاميَّة، حيث يقوم القصَّاصون بإبراز مواهبهم برواية سيرة أبطال العرب والمسلمين كسيرة عنترة بن شدَّاد والظاهر بيبرس وصلاح الدين الأيوبي والزير سالم وتغريبة بني هلال، فكان الحكواتي هو البطل والأستاذ والمعلم والممثل والراوي.
وحصل أن دخل الشيخ عبد الرحمن الحوت إلى مسجد البسطة الفوقا لأداء صلاة الجمعة فوجد المصلين قليلين، بينما الرجال الموجودون في المقهى تجاه المسجد كثيرون قد غصَّ المقهى بهم، ليسمعوا قصة عنترة العبسي، ففكر الشيخ مليًّا ثم عرض نفسه في المقهى لإلقاء قصة عنترة العبسي، فطلب من الحكواتي أن ينوب عنه بإلقائها فقَبل، وهناك أخذ الشيخ عبد الرحمن يُلقيها بحماس فهيَّج الحاضرين بإشارات البطولة وارتفاع الصوت بحيث ألِفَه الحاضرون كثيرًا، وزاد حماسهم في السماع الهائل التي تُجسَّم فيه بطولة عنترة، فأحبوه كثيرًا وطلبوا منه أن يستمر كل يوم في الإلقاء، وقد مَلَكَ قلوبهم، ولمَّا أن تمَّ له ما أراد من استمالتهم إليه طلب منهم أن يتوجهوا إلى المسجد ليستمعوا هناك مما هيَّج نفوسهم وأثار عواطفهم، فاستدرجهم بذلك إلى سماع الدين وعظاته وبيان أوامره ونواهيه.

### قصة عربة الحنطور
من مواقف زهد عبد الرحمن الحوت وعزوفه عن الدنيا وبهارجها، أنَّ أحد وجهاء بيروت وهو حسن الحلبوني، كان قد خصص للشيخ عبد الرحمن مبلغًا من المال ليؤمن تنقله يوميًّا من داره في حي زقاق البلاط إلى حرج بيروت حيث كان يُشرف بنفسه على بناء مسجد الحرج (الحرش)، وكان الحلبوني يعلم وضعيَّة الشيخ الماليَّة، وذات يوم كان الحلبوني مارًا في عربة الحنطور خاصَّته فشاهد الشيخ مهرولًا والمطر يُبلله فأوقف عربته وأسرع نحوه قائلًا: «يا شيخي ما هذا؟ لماذا لا تركب عربة لتنقلك؟ أصرفت ما خصصته لذلك؟» فقال الشيخ: «أي والله لقد ضممته إلى بناء الجامع، وهذا ما يُريح ضميري وكسب رضاء ربّي». وهذه القصة هي إحدى أشهر القصص عن عبد الرحمن الحوت وأكثرها شيوعًا بين البيارتة، وقد سمع بها والي بيروت فتأثَّر وقرر صرف مبلغ 250 قرش راتبًا شهريًّا للشيخ، لكن على الرغم من ذلك، لم يظهر على الأخير أي مظهر من مظاهر الغنى أو البحبوحة، واستمر يصرف الكثير من ماله على أعمال الخير.

### لقائه مع جمال باشا

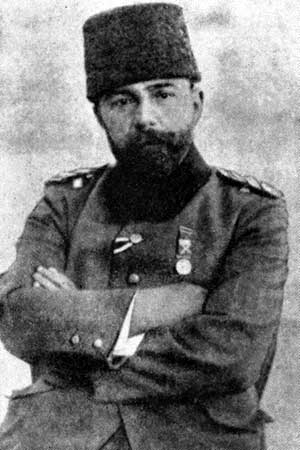
أحمد جمال باشا "السفَّاح"، قائد الفيلق الرابع العثماني وناظر البحريَّة وحاكم الشام خلال الحرب العالميَّة الأولى، زار الشيخ عبد الرحمن الحوت في دارته ببيروت بعد أن سمع عنه الكثير.

ذَكَرَ أحمد جمال باشا، المعروف «بالسفَّاح»، أنَّه لم يرَ أي مظهر من مظاهر الغنى في حياة الشيخ عبد الرحمن الحوت عندما زاره في دارته أبَّان الحرب العالميَّة الأولى، عندما عصفت المجاعة بجبل لبنان وبعض المناطق المجاورة وتدفق أهل تلك المناطق على بيروت ومدن الساحل الأخرى ودمشق والداخل الشامي بحثًا عن لقمة العيش. فقال أنَّ دار الشيخ كانت خاوية من المفروشات إلّا بعض الحُصر والكراسي العاديَّة، وأنَّه وجده جالسًا على طرَّاحة صغيرة يقرأ القرآن، فنظر إليه ولم يقف له، وبعد أن أتمَّ قرآته نظر إليه وخاطبه قائلًا: «اجلس يا أفندي»، فجلس الباشا وتناول يد الشيخ يُقبِّلها ثمَّ عرض عليه بأن تقوم الدولة بفرش داره فأبى قائلًا له: «وفِّروا للفقراء لقمة العيش وأنقذوا الناس من الموت جوعًا يا باشا، فهذا عند الله أعظم من كل شيء ومن ذهب الدنيا ومباهجها». وبعدما تباسط معه الحديث خرج جمال باشا وهو يقول لمرافقيه: «ما هذا الرجل! إنه والله ملاكٌ صالح، وهذا ما نُقل إليّ عنه وقد تحققت بنفسي الآن».

### قصة الكَمَر
ذُكر أنَّه كان بجانب الجامع العُمري في بيروت مخزن لتاجرين، وهما أخو مفتي بيروت الأسبق الشيخ مصطفى نجا وقريبه، وفي مساء يوم دخل المسجد أحد التاجرين لصلاة العشاء، وقد انفضَّ الناس بعد صلاة العشاء فرأى في أرض المسجد كمرًا مليء بالمال وقدره ألف ليرة عثمانية ذهبية، فوضع الكمر في خزانة الدكان الحديديَّة وأقفلها بعد أن انتظر حينًا ولم يرجع أحد لاستفقاده، ثمَّ ذهب إلى الشيخ عبد الرحمن الحوت وأخبره بالقصة فنصحه أن يضع المال في علبة ويكتب عليها «أمانة» ويُعلِّق الكمر على باب الدكان بجانب مدخل الجامع لمدة سنة، لعلَّ صاحبه يأتي وينظره. ففعل ما طُلب منه وانتظر سنة، فلم يحضر صاحب الكمر، فأخبر بذلك الشيخ عبد الرحمن الحوت، فقال الشيخ: «كم شريك أنتم في المخزن؟» قال: «اثنان»، قال الشيخ: «والمال شريك ثالث، فاشتغلوا به، واحسبوا له حصته من الربح»، وكان الأمر كذلك، ولم يزل الكمر مُعلَّقًا على الباب، فجاء بعد حين صاحبه فعرفه، وطلب ماله من التاجر، فأخبره الأخير بالقصة وعمل له حسابًا من أجل حصة الربح، فقال له: «يربح الألف ليرة الذهبيَّة أربعمائة ليرة ذهبية فخذها مع الألف أيضًا»، فقال صاحبها: «أنا لا أريد إلّا مالي فقط، وهو الألف ليرة الذهبية، وأمَّا الأربعمائة ليرة فاعملوا بها خيرًا للمسلمين». فأخبر بذلك الشيخ عبد الرحمن الحوت فقال: «إصرفوا المال في مسجد البسطة التحتا»، وكان المسجد في حال البناء، فصرفوها، وأكملوا بناء المسجد.

### عبد الرحمن الحوت وفريضة الحج
كان عبد الرحمن الحوت كثير الحج إلى مكَّة والمدينة المنوَّرة، وقد قام في سنة 1331هـ للمرَّة السابعة بأداء فريضة الحج، حيث غادر بيروت يوم الخميس 3 شوَّال 1331هـ الموافق ليوم 4 سبتمبر 1913م قاصدًا بلاد الحجاز، وودَّعه العلماء والأعيان وأكابر المدينة وباقي أهلها. وعُرف عن الشيخ الحوت فضلًا عن حجّه المُتكرر مجاورته للنبي محمد في المدينة المنوَّرة وللحرم المكي في مكَّة، وقد أرسل من المدينة سالفة الذكر كتابًا بخطّه وتوقيعه إلى كلٍّ من سليم وعبد الرحمن فرّوخ في بيروت، وهو مؤرَّخ في 18 ذي الحجَّة سنة 1296هـ، وكان ردًّا على جواب على كتاب أُرسل إليه في 29 رمضان 1296هـ. ويُروى أنَّه في أحد مواسم الحج في مكَّة وقد ركب جميع الحجَّاج العربات في جبل عرفة إلى مِنى إلَّا الشيخ الذي اجتاز المسافة مشيًا على الأقدام، وما كان منه إلَّا أن سبقهم واستقبلهم في مِنى فعجب الجميع لأمره، وكان يُقال عنه أنه من أهل الخطوة والمكرمات التي لا تكون إلَّا للخاص والخواص من أولياء الله الصالحين، والذين فتح الله على بصرهم وبصائرهم.

## تلامذته
تخرَّج على يديّ الشيخ عبد الرحمن الحوت عددٌ من المشايخ والعلماء البيارتة واللبنانيين الذين كان لهم إسهامات بارزة في الشؤون الخيريَّة والدينيَّة والإصلاحيَّة في بيروت وفي الجمهوريَّة اللبنانيَّة لاحقًا، ومنهم:
- المُفتي الشيخ محمد توفيق خالد: وُلد في بيروت سنة 1873م الموافقة لسنة 1290هـ، وهو ابن الشيخ عمر خالد والسيِّدة فاطمة بنت محمد الحوت الكبير، شقيقة الشيخ عبد الرحمن الحوت. درس الشيخ محمد توفيق على يديّ خاله الشيخ عبد الرحمن الذي وجهه وحثَّه على طلب العلم باستمرار، وأجازه إجازة علميَّة. كما تلقّى العلم على يديّ كِبار علماء زمانه في بيروت ودمشق خصوصًا. اشتغل في بداية عهده مُدرِّسًا للغة العربيَّة والعلوم الدينيَّة في المدرسة الوطنيَّة ببيروت، كما عمل كاتبًا في المحكمة الشرعيَّة ثمَّ ترقّى حتى أصبح رئيسًا للكتبة ثمَّ نائبًا للقاضي. وإثر وفاة الشيخ مصطفى نجا مُفتي ولاية بيروت في 31 يناير 1932م، انتُخب الشيخ محمد توفيق خالد بعد الإجماع عليه لتولّي هذا المنصب في 6 فبراير 1932م. لُقِّبَ بالشيخ المُقاوم لكثرة مُقاومته الانتداب الفرنسي على لبنان. كان أوَّل من حمل لقب «مُفتي الجمهوريَّة اللبنانيَّة» بعد أن صدر المرسوم رقم 291 الذي نصَّ في مادته الأولى على إطلاق هذا اللقب على مُفتي بيروت من ذلك التاريخ فصاعدًا. أسس المُفتي توفيق خالد المدرسة التوفيقيَّة التي تحوَّلت فيما بعد إلى مستشفى، وأسس أيضًا الكليَّة الشرعيَّة في بيروت المُسماة اليوم «أزهر لبنان». ومن مآثره تحرير الأوقاف الإسلاميَّة من سيطرة السلطات الفرنسيَّة، وقام بإنشاء عدَّة مباني وحسَّن بناء عدَّة مساجد وأشرف على إنشاء دار الفتوى اللبنانيَّة. توفي بتاريخ 2 أغسطس سنة 1951م واستمرَّت ولايته 19 سنة.[74][75]
- الأديب البيروتي محمد باشا المخزومي: وُلد محمد بن حسن سلطان المخزومي في بيروت عام 1868م المُوافق لعام 1285هـ، وتلقّى دروسه الأولى فيها على يد خاله الشيخ عبد الرحمن الحوت، ومن ثمَّ انتقل إلى القاهرة فأكمل تحصيله العلمي فيها. كان عالمًا باللغات الإنگليزيَّة والفرنسيَّة والروميَّة، وأجاد العربيَّة والتركيَّة إجادةً تامَّة. عمل أستاذًا في المكتب الملكي الشاهاني بالآستانة مدَّةً تفوق عن خمس عشرة سنة، وتتلمذ على يده عدد من الولاة والوزراء. خدم الدولة العثمانيَّة مدة ثلاثين سنة بين وظائف العدليَّة وفي نظارة المعارف وأخيرًا في مفتشيَّة الأوقاف في حلب. كان له مآثر كثيرة في حلب منها إنشاءه لمدرسة علميَّة لتخريج علماء ينفعون الأمَّة العثمانيَّة، وكان دائم العمل على تأليف النفوس والقلوب ونزع بذور الشقاق بين المسلمين والمسيحيين. أنشأ في سنة 1888م مجلَّة الرياض المصريَّة بالاشتراك مع خاله الشيخ عبد الرحمن الحوت. أصدر في 21 أغسطس من عام 1893م الموافق لعام 1311هـ جريدة البيان من مقر إقامته بالآستانة، وقد انهالت طلبات الاشتراك فيها في أغلب أقطار العالم العربي، غير أنها توقفت عن الصدور بعد أن شكَّت الحكومة العثمانيَّة بأنها تعمل ضد السلطنة. وعِقب إعلان الدستور سنة 1908م أسس جريدة ثانية سمَّاها «المساواة»، ولكن لم يظهر منها سوى ثلاثة أعداد فقط. توفي في بيروت سنة 1930م الموافقة لسنة 1348هـ.[76]

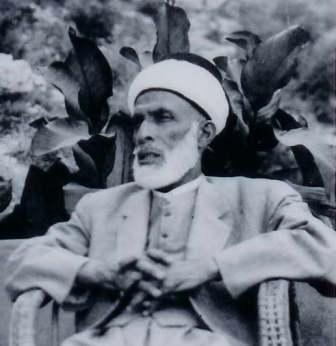
الشيخ محمد توفيق الهبري.

- الشيخ محمد توفيق الهبري: وُلد عام 1868م الموافق لعام 1285هـ. كان من كبار قرَّاء القرآن في عصره ومن أشهر علماء بيروت. درس على يديّ الشيخ عبد الرحمن الحوت وتزوَّج من شقيقته في وقتٍ لاحق. دخل سلك الكشفيَّة من بابها الواسع وكان يؤمن إيمانًا راسخًا بأنَّ الكشفيَّة مبادئ وأسسًا يجب أن يتربّى عليها الجيل والناشئة، وأنَّ مبادئ الحركة الكشفيَّة مبادئ سامية نبيلة تلتقي جمعيها مع مبادئ الدين الإسلامي، فأسس حركة الكشَّاف المسلم في بيروت التي انضوى تحت لوائها لفيفٌ من الشباب البيروتي، وقد عمل الفرنسيون على تفكيك عرى هذه الحركة، ولكن الشيخ استمرَّ وراء الفكرة يعمل على تغذيتها وتنشيطها دون كلل أو ملل حتى انتصر في ثني السلطات الفرنسيَّة عن أهدافها وقرارها بحل هذه الحركة وشل نشاطاتها. توفي عام 1954م وله من العمر ستة وثمانون عامًا.[77]
- الشيخ محمد العربي العزوزي الإدريسي الحُسيني المغربي الفاسي: وُلد في مدينة فاس بالمغرب الأقصى حوالي سنة 1889م، وفي عام 1914م الموافقة لعام 1333هـ هاجر إلى بيروت وتعرَّف على كبار علمائها ومنهم الشيخ عبد الرحمن الحوت وأخذ عنه وعن غيره من علماء بيروت،[78] وقد أجازه الأخير إجازة عامَّة. عُيِّنَ رئيسًا لكل المغاربة الموجودين في المشرق برتبة ومعاش «بك باشا»، وحين أسس المفتي توفيق خالد الكليَّة الشرعيَّة عُيِّنَ فيها الشيخ محمد العربي العزوزي مدرسًا للحديث النبوي ومصطلحه والتوحيد والتفسير والفقه. ثمَّ عُيِّنَ خطيبًا في مسجد عاليه وإمامًا ومُدرِّسًا في مسجد الأمير عسَّاف التركماني في بيروت ومدرِّسًا في مسجد الصدّيق، وفي عام 1942م عُيِّنَ بطلب من المفتي خالد أمينًا للفتوى في الجمهوريَّة اللبنانيَّة ورئيسًا للمجلس العلمي لدى الأوقاف وبقي في منصبه إلى حين وفاته. يقول هذا الشيخ في مؤلفه كتاب «إتحاف ذوي العناية»: «فممن اجتمعنا به وتبرَّكنا به عالم البلاد اللبنانيَّة بل والسوريَّة وصالحها وابن صالحها وعالمها ومُحدثها سيدي عبد الرحمن بن محمد الحوت العَلَوي البيروتي. زرته مرارًا في بيته وتبرَّكت به ودعا لي بما نرجو من الله قبوله وأجازني إجازة عامَّة».[79]
- العلَّامة الشيخ حسن المدوَّر: وُلد في بيروت عام 1862م.[80] عاصر عدد من علماء بيروت اللامعين وأخذ عنهم، ومن جملتهم الشيخ عبد الرحمن الحوت. سافر إلى مصر حيث دخل الأزهر وتتلمذ على يد الإمام الشيخ محمد عبده وحضر حلقات السيّد الشيخ جمال الدين الأفغاني. ثمَّ عاد إلى بيروت وعمل على وضع المؤلفات الدينيَّة والفقهيَّة والمصنفات اللغويَّة وتلك الخاصة بعلوم التوحيد والفقه، غير أنَّ أكثرها بقي دون طباعة. درَّس في مدرسة السلطانيَّة وعُيّن أمينًا للفتيا بموجب فرمان سلطاني سنة 1903م.[81] توفي سنة 1914م قبيل اندلاع الحرب العالميَّة الأولى بقليل.[80]

## مؤلفاته
ترك الشيخ عبد الرحمن الحوت بضعة مؤلفات في علوم الدين، من أبرزها: رسالة مراقي السعادات في الحث على أداء الصلوات في أوَّل الأوقات والزجر عن تركها والتهاون بها وتأخيرها، ورسالة إرشاد العوام إلى سبيل السلام، وكتاب الرسالة الناصحة، وكتاب أسنى المطالب في أحاديث مختلفة المراتب. كما ساهم في إظهار عدد من مؤلفات والده الشيخ محمد الحوت الكبير.

## وفاته

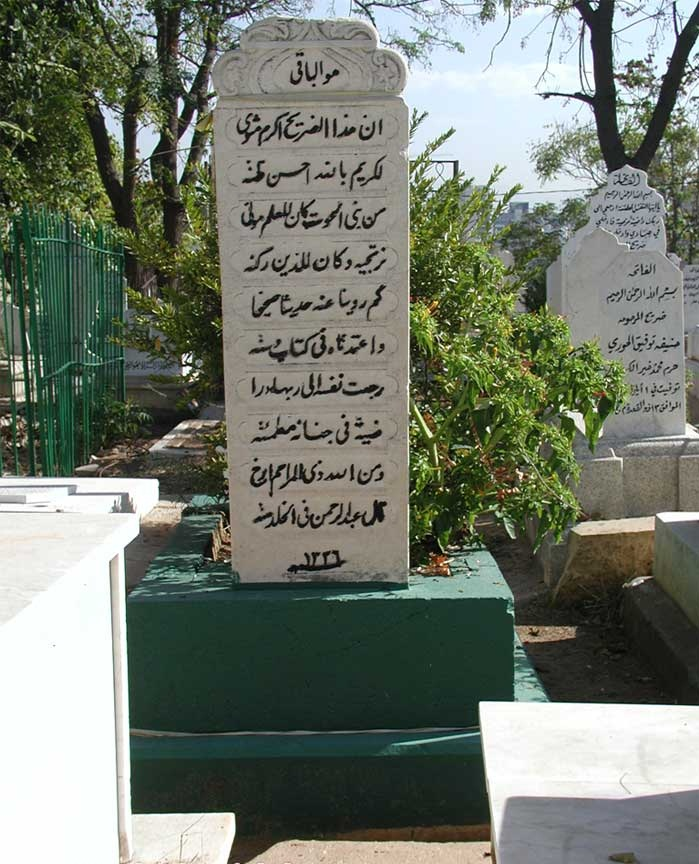
قبر الشيخ عبد الرحمن الحوت.

عام 1916م الموافقة لعام 1336هـ، وفي ذروة الحرب العالميَّة الأولى، توفي الشيخ عبد الرحمن الحوت بعد أن مرض لفترة قصيرة من الزمن. ونودي من على المآذن أنَّ علَّامة بيروت قد توفي فهرع الناس إلى منزله على الفور، وعملوا على غسله ونقلوا جثمانه إلى المسجد حيث صُلّي عليه بمشاركة رسميَّة كبيرة. وكان تشييع جنازته يومًا مشهودًا في تاريخ بيروت، إذ سارت وراءه عشرات الألوف من المشيعين وتعالت مآذن بيروت بالتكبير، وكان المأتم الرسمي يحتشد فيه كِبار الرسميين ورجال الجمعيَّات والمؤسسات والألوف من طلَّاب المدارس. وكانت جنازته يشوبها الوِقار والجلال، ونزل كثيرٌ من الناس وطلَّاب المدارس عن اليمين والشمال مع معلميهم يُرددون سورة الإخلاص: ﴿قُلْ هُوَ اللَّهُ أَحَدٌ ۝١ اللَّهُ الصَّمَدُ ۝٢ لَمْ يَلِدْ وَلَمْ يُولَدْ ۝٣ وَلَمْ يَكُنْ لَهُ كُفُوًا أَحَدٌ ۝٤﴾ [الإخلاص:1–4]. وكان من الرسميين مفتي بيروت الشيخ مصطفى نجا والشيخ محمد توفيق خالد والشيخ هاشم الخليلي الشريف والشيخ إبراهيم المجذوب ومُنيب الناطور ومصباح شبقلو وأحمد المحمصاني. وإحياءً لذكرى الشيخ عبد الرحمن الحوت وعطاءاته وخدماته ومآثره الجمَّة، أطلق المجلس البلدي اسمه على أحد شوارع العاصمة اللبنانيَّة في منطقة زقاق البلاط. ويُقال أنَّ آخر كلمات الشيخ عبد الرحمن الحوت قبل أدائه الشهادتين كانت: «الحمد لله أنني مت على دين الإسلام وفي ظل دولة إسلاميَّة». ودُفن في جبَّانة الباشورة بقرب ضريح والده وشقيقه، وضريحه هناك مشهور ويُزار، ويُشاهد أنَّ الوفاة أرِّخت على الضريح، في تلك المقبرة بقول الشاعر:
وكذلك أرَّخه الشيخ عبد الرحمن قريطم البيروتي، أحد أعضاء محكمة التمييز الشرعيَّة في مدينة بيروت، قال: «وقلت مؤرِّخًا وفاة العالم العلَّامة الأستاذ الكامل التقي الصالح عبد الرحمن الحوت »:

### حواشٍ
- 1: حدد نظام توجيه الجهات في المواد الاثنين وستين التي يتألَّف منها، القواعد المبدئيَّة التي كانت السلطات العثمانيَّة تعتمدها عند اختيار الموظفين الدينيين للمساجد والمدارس وغير ذلك من المؤسسات ذات الصفة الدينيَّة. ولقد خصص النظام المذكور بعض مواده لبيان الشروط القانونيَّة المُقررة من أجل وصول المرشَّح إلى إحدى الوظائف المذكورة. وجدير بالذِكر أنَّ القانون العثماني لاحظ من حيث المبدأ، حفظ حقوق الأبناء في الحلول محل آبائهم في الوظائف التي كان أولئك الآباء يشغلونها إبان حياتهم، على أن يُراعى المُستدعى العلمي لهؤلاء الأبناء. وعند وفاة الموظف الديني عن ولدٍ قاصر أو إذا كان هذا الولد دون السن القانونيَّة التي تؤهله للقيام شخصيًّا بالوظيفة التي كانت لأبيه، فإنَّ المشترع العثماني حفظ لهذا الولد حقّه بهذه الوظيفة عن طريق تعيين وكيل عنه يتولّى تأمينها بصورة مؤقتة ريثما يبلغ صاحب الحق فيها أشدّه وقتًا كما جاء في النصوص القانونيَّة المرعيَّة.
- 2: أورد الشيخ عبد الباسط الأنسي في «دليل بيروت» عن هذا الجامع أنه: «بُنيّ بمساعي أهل الخير من نصف قرن، ومُنذ فترة نُقل بابه وجُعل أكبر من الأوَّل». والمعلوم أنَّ دليل بيروت قد صدر عام 1909م، فإنَّ هذا الجامع لعلَّه قد بُني حوالي سنة 1860م. ويستدل المؤرّخ الشيخ إبراهيم أنور الحوت على صحَّة هذا القول من وثيقة تعود للشيخ عبد القادر قبَّاني مكتوبة بخط يده وجاء فيها أنَّه أوقف أجزاء من المصحف لجامع زقاق البلاط، ويظهر تاريخ الوثيقة على أنه 1303هـ/1886م، فكيف يكون الجامع قد أُنشأ سنة 1893م؟ كذلك يستدل الشيخ سالف الذِكر على صحَّة هذا الافتراض من أعداد مجلَّة ثمرات الفنون التي أوردت انتقادًا لاذعًا لبعض العادات التي كان يتبعها الناس في العشر الأواخر من رمضان من الاحتفالات بالألعاب الناريَّة والمُفرقعات لما يظنونها وداعًا لرمضان (التوحيش)، إذ كان الشيخ عبد القادر قبَّاني قد أورد: «إنَّ أهالي محلَّة زقاق البلاط قد عزموا على إحياء الليالي الأخيرة من العشر الأواخر من رمضان بتلاوة القرآن الكريم العظيم في مسجد المحلَّة المذكور، فنِعمَ العزم ونِعمَ ما يصنعون».

## وصلات خارجيَّة
- جريدة حزب الحوار اللبناني: المفتي محمد خالد والشيخ عبد الرحمن الحوت مرجعان بيروتيَّان رفعا مداميك الدين والتعليم. نسخة محفوظة 26 فبراير 2017 على موقع واي باك مشين.
- جريدة اللواء اللبنانيَّة، العدد 13753 السنة 51؛ الإعلان عن توقيع كتاب عن سيرة الشيخ عبد الرحمن الحوت: توقيع كتاب الشيخ الدكتور إبراهيم الحوت في المركز الإسلامي «سيرة العلامة الشيخ عبد الرحمن الحوت». بتاريخ الخميس 6 كانون الأول 2012م الموافق 22 المحرم 1434 هـ.